# احتكاك مائع

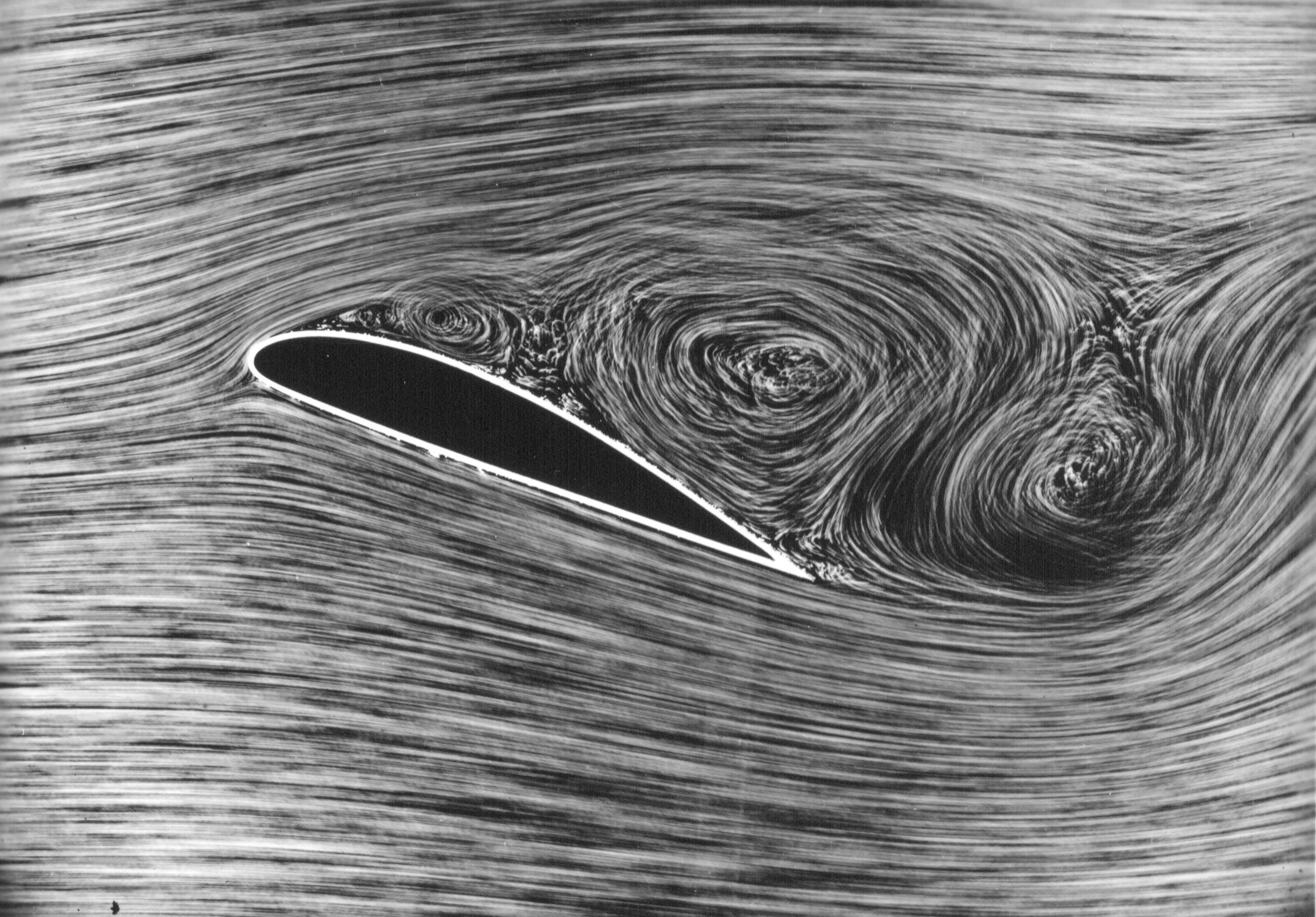

احتكاك المائع، ويقال له الاحتكاك المائع، يراد به قوة الاحتكاك التي تأثر في الجسم المادي الذي تغشاه مادة مائعة، يكون الاحتكاك بحسب سرعة الجسم النسبية وبحسب المائع.
تعاكس قوة احتكاك المائع متجه سرعة مركز عطالة الجسم المحتوى. تمثل شدة قوة احتكاك المائع بالعلاقة f = kvn؛ فيها k مقدار ثابت يعين بحسب طبيعة المائع وشكل الجسم الصلب، وv سرعة الجسم، وn = 1 إذا كانت قيمة السرعة صغيرة وn = 2 إن كانت كبيرة.